# Paraisotricha colpoidea
Paraisotricha colpoidea is een trilhaardiertje uit het geslacht Paraisotrichia. De soort is een van de twee soorten Paraisotricha die voorkomen in de dikke en blindedarm van paarden, de andere soort is P. minuta.

## Kenmerken
P. colpoidea heeft een lengte van 47-88 μm en een breedte van 24–56 μm. De ratio tussen de lengte en de breedte is 1,1:1,6. Aan de voorkant van de cel bevindt zich een verharde vacuole die bij de hele voorkant in beslag neemt. De mond bevindt zich aan de achterkant van de cel. De cel is volledig bedekt met cilia (trilharen).